# Sašo Mirjanič
Sašo Mirjanič  (født 27. januar 1968 i Koper, død 25. september 1994) var en slovensk roer.

## Rokarriere
Mirjanič blev først for alvor kendt internationalt, da han i 1986 blev juniorverdensmester i toer uden styrmand for Jugoslavien sammen med Sadik Mujkič. Han deltog for Jugoslavien ved OL 1988 i Seoul i toer med styrmand og var her med til at blive nummer otte. Fire år senere stillede han op for Slovenien sammen med Mujkič, Milan Janša og Janez Klemenčič i firer uden styrmand ved OL 1992 i Barcelona i disciplinen firer uden styrmand. De blev nummer tre i deres indledende heat og nummer to i deres semifinale, og i finale var australierne bedst og vandt guld, mens USA tog sølvmedaljerne og slovenerne bronze ganske tæt foran tyskerne.
Mirjanič blev dræbt i en bilulykke i 1994, 26 år gammel.

## OL-medaljer
- 1992:  Bronze i firer uden styrmand